# Mucor adventitius
Mucor adventitius är en svampart som beskrevs av Oudem. 1902. Mucor adventitius ingår i släktet Mucor och familjen Mucoraceae.   Inga underarter finns listade i Catalogue of Life.